# Spelaeomys
Spelaeomys is een waarschijnlijk uitgestorven geslacht van knaagdieren uit de muizen en ratten van de Oude Wereld dat voorkwam op Flores. De enige soort is S. florensis. Van deze soort zijn twee onderkaken en dertig bovenkaken, allemaal met tanden, bekend. Musser & Carleton (2005) rapporteerden dat ze ook schedelfragmenten hadden gezien. De stukken schedel van Spelaeomys die zijn overgebleven lijken op die van Papagomys. De kiezen zijn echter heel anders, met veel complexere knobbels. Dat impliceert dat S. florensis waarschijnlijk niet nauw verwant is aan Papagomys en de andere ratten uit Flores, maar aan geslachten uit Nieuw-Guinea, zoals Mallomys, die door Musser & Carleton (2005) in de "Pogonomys Division" worden geplaatst. De schedel lijkt volgens hen sterk op die van Pogonomys en Chiruromys, hoewel die veel kleiner zijn. Een andere mogelijkheid is dat Spelaeomys nauwer verwant is aan de "Pithecheir Division" uit de Grote Soenda-eilanden, die Lenothrix, Pithecheir, Pithecheirops, Eropeplus, Lenomys en Margaretamys omvat. De complete rij bovenkiezen is 13.8 tot 15.4 mm lang. De eerste bovenkies is 4.0 tot 4.5 mm breed, de tweede 4.1 tot 4.6 mm en de derde 3.6 tot 4.0 mm. Mogelijk leefde Spelaeomys deels in bomen en at hij bladeren, knoppen, bloemen en insecten (bijvoorbeeld motten en Katydidae) (net als Lenomys meyeri).